# Barac da Silva Bento
Barac da Silva Bento (Boa Vista, 24 de março de 1950) é um político brasileiro com base eleitoral no estado de Roraima, foi prefeito da capital daquele estado e conhecido nacionalmente como um dos presos da Operação Praga do Egito, desencadeada em 2003 pela Polícia Federal e que resultou na prisão do então governador Neudo Campos, entre outros políticos e membros do Tribunal de Contas.
Barac Bento foi vereador em Boa Vista durante dois mandatos consecutivos e em 1988 foi eleito prefeito de Boa Vista pelo PFL tendo apoio do então alcaide Roberto Bezerra.
Em 1994 foi candidato ao Senado pelo PFL ficando em terceiro lugar com 17,2% dos Votos. Em 1998 mudou de legenda, para o PPB e se elegeu deputado estadual, conseguindo a reeleição em 2002.